# ダロン・マラキアン・アンド・スカーズ・オン・ブロードウェイ

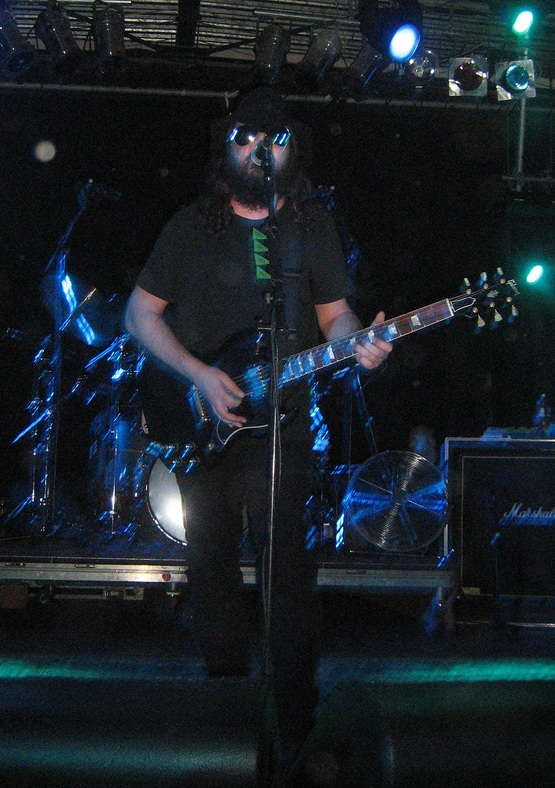
Daron Malakian 2008

スカーズ・オン・ブロードウェイ (Scars on Broadway) はアメリカのロックバンド。以下SOB、DMSOBと略す。システム・オブ・ア・ダウンのダロン・マラキアンのサイドプロジェクトであり、2006年ごろ結成された。2018年にダロン・マラキアン・アンド・スカーズ・オン・ブロードウェイ(Daron Malakian and Scars on Broadway)に改名した。

## 略歴

### SOB
- 2008年4月1日、バンドを結成してから初めてライブをする。
- 同年7月28日、1stアルバム、Scars On Broadwayをリリース。ビルボードチャートで17位を獲得。
- 同年下旬、ダロンの個人的な理由により予定していたツアーやプロモーション活動をキャンセルした。後にその理由は「度重なるツアーによる体力の消耗」だと明かされた。
- 2009年8月、ダロン以外のメンバーは米軍基地でのUSOツアーのためイラクへ行く。カバー曲とSOBから数曲だけを演奏した。
- 同年10月31日、ダロンはジョン・ドルマヤン(Dr)、Franky Perez(Gt)、そしてSOADのシャヴォ・オダジアン(Bass)と共にオダジアンのハロウィンパーティーで演奏した。
- 2010年5月2日、ウェストハリウッドのthe Troubadourにてライブを行う。このショーはソールドアウトとなった。"Kill Each Other / Live Forever"を除くアルバム全曲や、新曲 "Talkin' Shit"[1]なども披露した。
- 同年7月29日、新曲 "Fucking" がSoundcloudで配信。SNSでこの曲をシェアしないとダウンロードできないというルールが付けられていた。
- 同年8月20日、ハリウッドのThe Avalonにてライブを行う。このショーはソールドアウトとなった。ショーに来た最初の500人には "Fucking" のLP盤が無料で配られた。
- 2012年2月、新曲 "Guns Are Loaded[1]" のプレビューを公開。
- 同年8月、ドルマヤン(Dr)がSOBの脱退を発表。しかしニューアルバムはスケジュール通り、3，4か月後に発売予定となっていた。
- 同年9月、カリフォルニア州アーバインのthe Epicenter Festivalに出演。ドルマヤンの代役としてJules Pampenaがドラムを担当した。しかしFranky Perez(Gt)はそこには居らず、ドルマヤンと同じくSOBを脱退したことが後に分かった。
- 同年11月、ダロンはニューアルバムについてインタビューを受けた。そこですべての楽器を自分でレコーディングすると明かした。

ライブ中に「ニューアルバムは2013年初旬には発売する」と言っていたにもかかわらず、2018年まで新しい情報は全くなかった。

### DMSOB
- 2018年4月16日、ダロンはニューシングルが同月23日に発売されることを発表。バンド名を “Daron Malakian and Scars on Broadway” に改名した。改名に伴い、ダロンはこう声明した。「誰も辞めてない(バンドを)。このバンドを始めたとき、俺はいつも『アルバムごとにメンバーは変わるだろうな』って言ってたんだ。俺がやってみたい曲のタイプによって変わるのさ。異なるミュージシャンたちが異なるスタイルで曲を演奏する、それが自分の名前をバンド名の前にいれた理由の一つだよ。」
- 同年4月23日、新曲 "Lives" のミュージックビデオを公開。それと同時にニューアルバム、Dictatorの発売日(2018年7月20日)も発表。ミュージックビデオにはOrbel Babayan(Gt)、Niko Chantziantoniou(Bass)、Roman Lomtadze(Dr)が出演しており、彼らは後にバンドのツアーメンバーとなる。

このアルバムは2012年にレコーディングされた。発売が遅れた理由をダロンはこう説明している。「SOADの方で何が起こるかわからないっていう状況が俺のプロジェクトを完成させるのを遮っていたんだ。かなり時間が経ってしまったよね。でもやっとアルバムを出せるんだから本当ワクワクしてるよ。」
ダロンは3枚目のアルバムのためにメンバーたちと曲作りを進めていることを明かした。レコーディングは2018年8月からの予定。

## ディスコグラフィー

### アルバム
| 年   | アルバム詳細 | チャート最高位 | チャート最高位 | チャート最高位 | チャート最高位 | チャート最高位 | チャート最高位 | チャート最高位 | チャート最高位 | チャート最高位 | チャート最高位 | チャート最高位 |
| 年   | アルバム詳細 | US             | AUS            | CAN            | FIN            | FRA            | GER            | NLD            | NZL            | SWE            | SWI            | UK             |
| ---- | --- | -------------- | -------------- | -------------- | -------------- | -------------- | -------------- | -------------- | -------------- | -------------- | -------------- | -------------- |
| 2008 | Scars on Broadway - 発売日: 2008年7月29日 - レーベル: Interscope - フォーマット: CD, CD/DVD, LP, digital download | 17             | 43             | 11             | 14             | 88             | 23             | 83             | 54             | 26             | 58             | 41             |
| 2018 | Dictator - 発売日: July 20, 2018 - レーベル: Scarred for Life - フォーマット: CD, LP, digital download            | —              | —              | —              | —              | —              | —              | —              | —              | —              | 54             | —              |

### シングル
| 年                                         | 曲                | チャート最高位 | チャート最高位 | チャート最高位 | チャート最高位 | アルバム          |
| 年                                         | 曲                | USAlt          | USMain.        | CANRock        | UKRock         | アルバム          |
| ------------------------------------------ | ----------------- | -------------- | -------------- | -------------- | -------------- | ----------------- |
| 2008                                       | "They Say"        | 15             | 25             | 42             | 4              | Scars on Broadway |
| 2008                                       | "World Long Gone" | —              | —              | 88             | —              | Scars on Broadway |
| 2010                                       | "Fucking"         | —              | —              | —              | —              | non-album single  |
| 2018                                       | "Lives"           | —              | —              | —              | —              | Dictator          |
| 2018                                       | "Dictator"        | —              | —              | —              | —              | Dictator          |
| 2018                                       | "Guns Are Loaded" | —              | —              | —              | —              | Dictator          |
| "—" は未発売またはチャート圏外を意味する。 |                   |                |                |                |                |                   |

### ミュージックビデオ
| 年   | 曲                | ディレクター    |
| ---- | ----------------- | --------------- |
| 2008 | "They Say"        | Paul Minor      |
| 2008 | "World Long Gone" | Joel Schumacher |
| 2011 | "Fucking"         | Greg Watermann  |
| 2018 | "Lives"           | Hayk Matevosyan |
| 2019 | "Guns Are Loaded" | Greg Watermann  |